# Gmina Jarmina
Gmina Jarmina (chorw. Općina Jarmina) – gmina w Chorwacji, w żupanii vukowarsko-srijemskiej. W 2011 roku liczyła  2458 mieszkańców.